# Vindkraftforsøg - Nees 1978
|  | Denne artikel er oprettet af botten Steenthbot ud fra en ekstern database. Den kan derfor have sproglige fejl eller mangler. Denne skabelon kan fjernes efter kontrol af indholdet. |

Vindkraftforsøg - Nees 1978 er en dansk dokumentarfilm fra 1978.